# NGC 2196
NGC 2196 é uma galáxia espiral (Sa) localizada na direcção da constelação de Lepus. Possui uma declinação de -21° 48' 22" e uma ascensão recta de 6 horas, 12 minutos e 09,6 segundos.
A galáxia NGC 2196 foi descoberta em 20 de Novembro de 1784 por William Herschel.